# Miñao
Miñao en basque ou Miñano Mayor en espagnol est une commune ou une contrée appartenant à la municipalité de Vitoria-Gasteiz dans la province d'Alava, située dans la Communauté autonome basque en Espagne.

## Dates basiques
C'est une aldea de 31 habitants (2001) situé à 9,5 km au nord de la ville de Vitoria-Gasteiz, lui-même au bord de l'autoroute A-240. La route traversait, il y a des années, par la moitié du village le divisant en deux, mais actuellement il le borde. Sa population a sensiblement diminué dans les dernières décennies, puisqu'en 1960 elle comptait encore 117 habitants.

## Histoire
La première mention écrite de ce village date de 1025 quand lui[Qui ?] on mentionne avec le nom de Menganogoyen. Dans un document de 1257 il apparaît déjà comme Meñano grande. Dans un document de 1331 il apparaît comme Minnano grande. Il est un des villages qui ont été assignés à la juridiction de Vitoria en 1332 par donation du roi Alphonse XI.

## Patrimoine
Dans le village il est à souligner l'église de San Lorenzo qui date du XIIIe siècle et possède une fabrique gothique et retable néoclassique. Dans les environs du village il y a des magasins de plaque et de tubes appelés Hierros Miñano et un magasin de meubles.

## Parc technologique
À moins de 4 km du village, en direction de Miñano Menor, on trouve le Parc Technologique d'Alava.

## Voir également
- Liste des municipalités de la province d'Alava